# Frein (anatomie)
Pour les articles homonymes, voir Frein (homonymie).

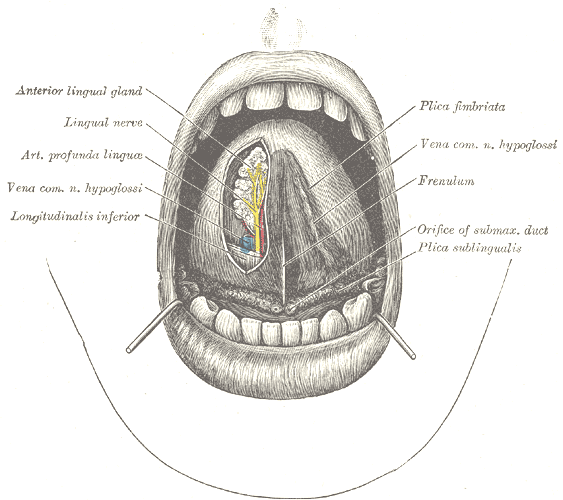
Schéma anatomique de la cavité buccale avec la langue relevée mettant en évidence le frein (frenulum)

Le frein ou frenulum est une fine languette de tissus muqueux qui limite les mouvements d'un organe mobile du corps et qui peut rattacher celui-ci à un autre organe. Il peut désigner en anatomie humaine :
- le frein lingual, le frein de la lèvre supérieure et de la lèvre inférieure, au niveau de la bouche humaine ;
- le frein du pénis, au niveau du pénis ;
- le frein du clitoris et le frein des petites lèvres, au niveau de la vulve.
- le frein du voile médullaire supérieur, au niveau du cerveau ;
- le frein de la Valvule iléo-cæcale, au niveau de l'appareil digestif ;

Un frein lingual ou génital trop court peut nécessiter respectivement une frénectomie ou une plastie du frein pour obtenir une mobilité normale.